# Schaffhauser Stifterbuch

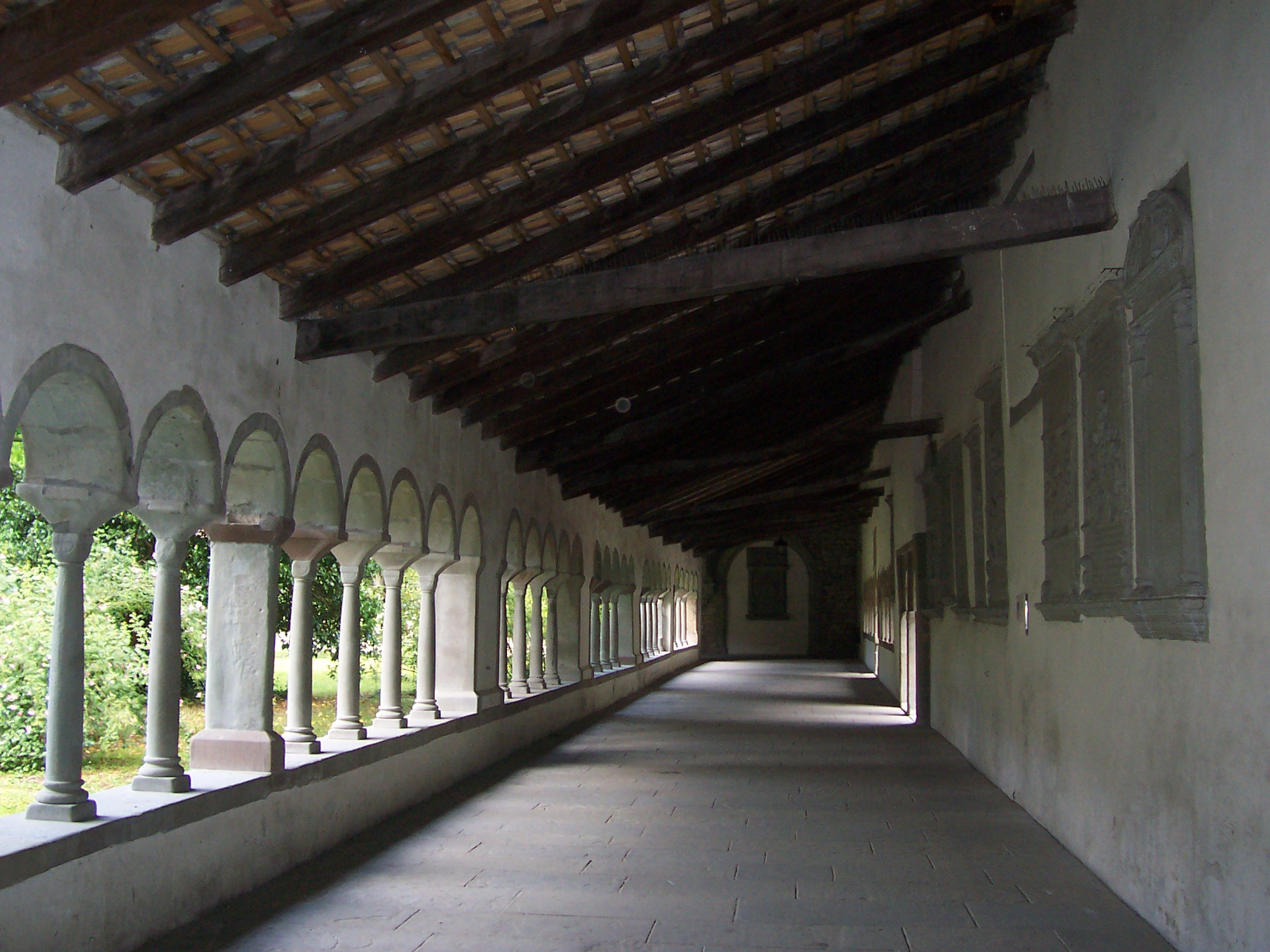
Kreuzgang im Kloster Allerheiligen

Das Schaffhauser Stifterbuch umfasst die Darstellung der Geschichte des Klosters Allerheiligen in Schaffhausen (Schweiz) in der Zeitspanne von der Gründung 1049 bis zum Ende der Herrschaft der Grafen von Nellenburg 1105. Das Stifterbuch liegt in drei Handschriften des 14./15. Jahrhunderts vor sowie in einigen kürzeren, jüngeren Abschriften. Das Original ist nicht erhalten.
Das Leben des Stifters und Erbauers des Klosters, Graf Eberhard von Nellenburg, steht im Mittelpunkt der Überlieferung, die zeitgemäss göttliche Fügungen, Wunder und eine dementsprechende Lebensweise betont, doch auch persönliche und politische Konflikte beschreibt und dem Historiker eine Vielfalt an Informationen gibt. Nach Auffassung des aktuellen Editors, Heinz Gallmann, «will das Stifterbuch nicht Geschichtsquelle sein, sondern erhebt literarischen Anspruch», doch erweist sich «die Schilderung der historischen und politischen Hintergründe als zuverlässig».

## Hinweise auf Quellen
Die inhaltlichen Schichtungen der Handschriften lassen erkennen, dass sie sich auf ein Original bezogen:
Deutsche und Lateinische Vorlagen
- Die älteste Handschrift A ist sprachlich «nicht einheitlich, ältere Formen stehen neben neueren; die Hs. erweist sich demnach als Abschrift einer deutschen Vorlage […] die sprachliche Analyse läßt als gesichert annehmen, daß sie [die Hs. A] um 1350 entstanden ist, auch wenn das Wasserzeichen auf eine Erstehung erst gegen 1380 zu weisen scheint.»[2]

„Als älteste Handschrift und Ausgangspunkt der Überlieferung (Archetypus) ist eine deutsche Handschrift aus dem frühen 14. Jahrhundert anzunehmen, die sich wahrscheinlich in freier Bearbeitung auf eine oder mehrere lateinische Quellen stützte. […] Es konnte dies aber nicht ein lateinisches Original des Stifterbuchs sein.“

- Was dem Verfasser der Handschrift B neben der Hs. A vermutlich vorlag, ist eine Quelle, die vom Leben Eberhards und von Wundern zu seinen Lebzeiten berichtete. Im Schreibvermerk wird auf einen lateinischen Quellentext hingewiesen – alli die nit latin verstond, die dis buoch lesind oder hortind lesen –, eine Quelle, die wahrscheinlich 1438 noch vorhanden war.[3]

- Die 1467 entstandene Handschrift C von Hans Trechsel in Schaffhausen …

„… weist gegenüber den beiden anderen Handschriften deutliche Unterschiede auf. Beträchtliche inhaltliche Abweichungen [… sind] wahrscheinlich vom Schreiber der Hs. C nach mündlicher Überlieferung eingefügt [worden], da es sich sprachlich, lexikalisch und syntaktisch vom übrigen Text unterscheidet. Die Verkürzungen und die Stellen, wo Trechsel seine Vorlage falsch las, geben Grund zur Annahme, daß seine Vorlage beschädigt war. Damit kommen sowohl die Hs. A als auch die Hs. B als Vorlage nicht in Frage. […] Sprachlich hat H. C ältere Bestandteile als Hs. B, ja als Hs. A. Deshalb ist für Hs. C eine Vorlage anzunehmen, die nur das Stifterbuch enthielt und älter war als Hs. A […] Es kann dies das Original gewesen sein.“

Fazit: das Schafhauser Stifterbuch ist in der in den drei Handschriften überlieferten Form um 1300 wohl im Kloster Allerheiligen in deutscher Sprache entstanden.

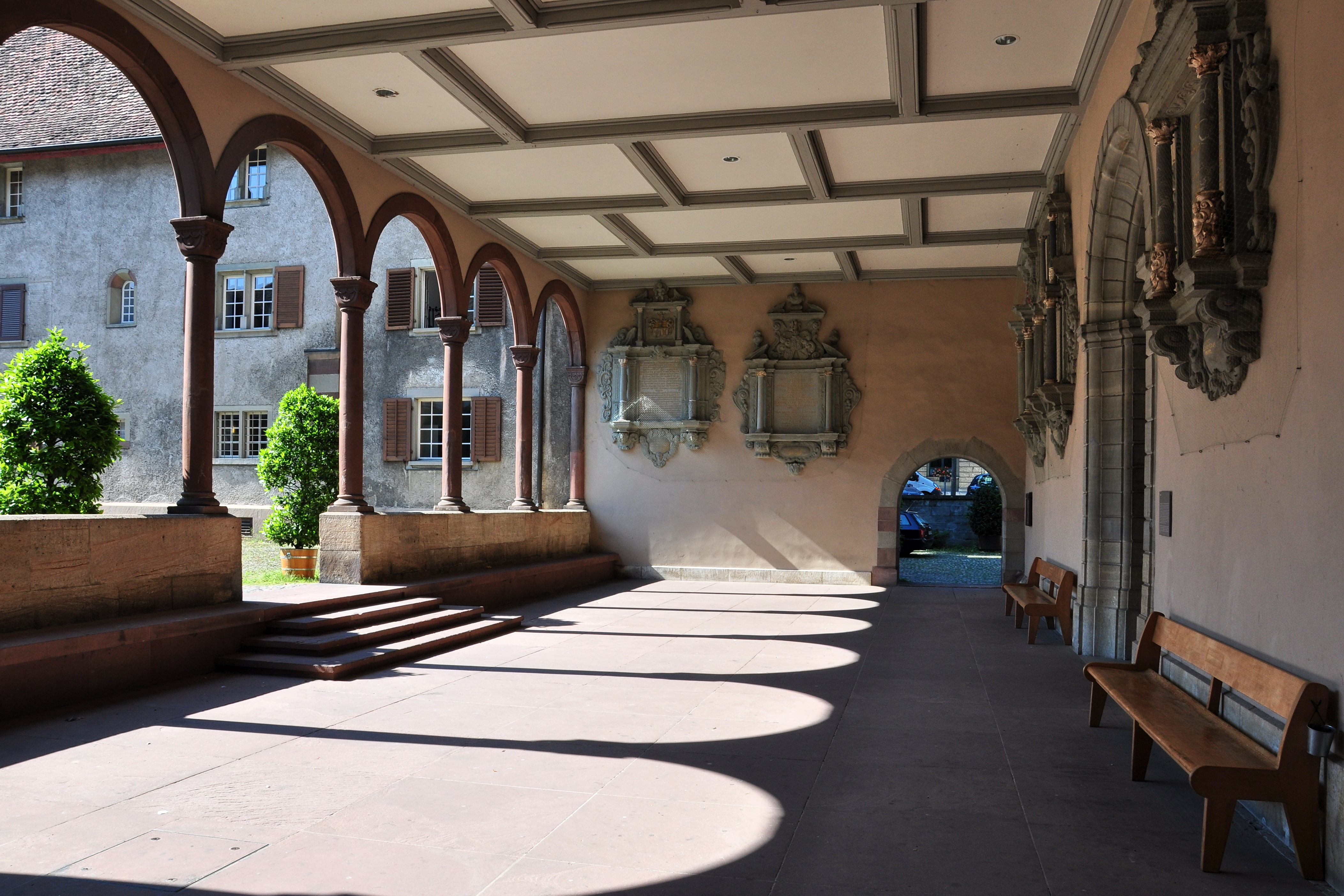
Vorhalle des Münsters im Kloster

### Handschriften
- Die Handschrift A ist Teil eines «prachtvollen Codex [… der] in der Reformationszeit in Privathände gelangte [… und] später der Bibliothek von Aegidius Tschudi an(gehörte)». Mit seinem Nachlass kam das Werk in die Stiftsbibliothek St. Gallen (Cod. 604). Die Annahme, dass die Schrift im Kloster Allerheiligen entstand, «wird gestützt durch das Fehlen eines Schreibervermerks. […] Das Stifterbuch ist auf den Seiten 3–43 dieses Bandes von Papierhandschriften zu finden.»[5]

- Aus dem Schreibervermerk des Codex mit der Handschrift B geht hervor, dass er «1438 in Schaffhausen vom Franziskanerbruder Heinrich von Hüffingen, genannt Zaffrer, geschrieben» wurde. Er ist eine Abschrift der Handschrift A. In der Reformationszeit gelangte er ebenfalls in Privathand und gehört jetzt «der Thurgauischen Kantonsbibliothek Frauenfeld. Die Initialen des schön geschriebenen Codex sind reich mit Rankenwerk verziert.»[6]

- Die Handschrift C von 1467 ist eine Abschrift einer älteren Vorlage als Hs. A und Hs. B: Bei deren Kenntnis, – so Gallmann – hätte Trechsel «wohl [auch] Interesse an den dem Stifterbuch [in A und B] folgenden Legenden gehabt». Die Handschrift im Umfang von 78 Seiten befindet sich mit Signatur Allerheiligen F 2 im Staatsarchiv Schaffhausen.[5]

### Editionen
- Franz Joseph Mone nahm die Handschrift A in seine 1848 erschienene Quellensammlung der badischen Landesgeschichte auf, «wobei die Lesarten der anderen zwei Handschriften z. T. im Apparat angemerkt wurden».

- Karl Schib gab das Buch der Stifter des Klosters Allerheiligen als schmale Beilage 1933/1934 der Kantonsschule Schaffhausen mit dem Text der Handschrift A neu heraus. «Einige Varianten aus den Handschriften B und C wurden hinter dem Text angemerkt.»

- «Heinz Gallmann unternahm mit dem Stifterbuch des Klosters Allerheiligen zu Schaffhausen 1993 eine kritische Neuedition unter Erfassung aller drei Handschriften, deren Bestand in lexikalischer und sprachlicher Hinsicht ausgewertet wurde.»[Anm 1]

## Inhalt
Berichtet wird von der Klostergründung, ihrer Vorgeschichte und dem weltlichen und geistlichen Leben des Gründers, Eberhard von Nellenburg, als auch von «der Reform und dem raschen Aufschwung des Klosters zur Zeit Graf Burkhards von Nellenburg. Das Stifterbuch schliesst mit der Weihe des Schaffhauser Münsters und dem Tod der Gräfin Ita, der Witwe Eberhards.» Heinz Gallmann: «Die Zeit, mit der sich das Stifterbuch beschäftigt, ist in ihren wichtigsten Daten gut belegt.»
Sprachlich wertet Gallmann insbesondere «die Übergangszeit von der spätmittelhochdeutschen zur frühneuhochdeutschen Sprachstufe im Spannungsfeld zwischen dem Schwäbischen und Alemannischen.»

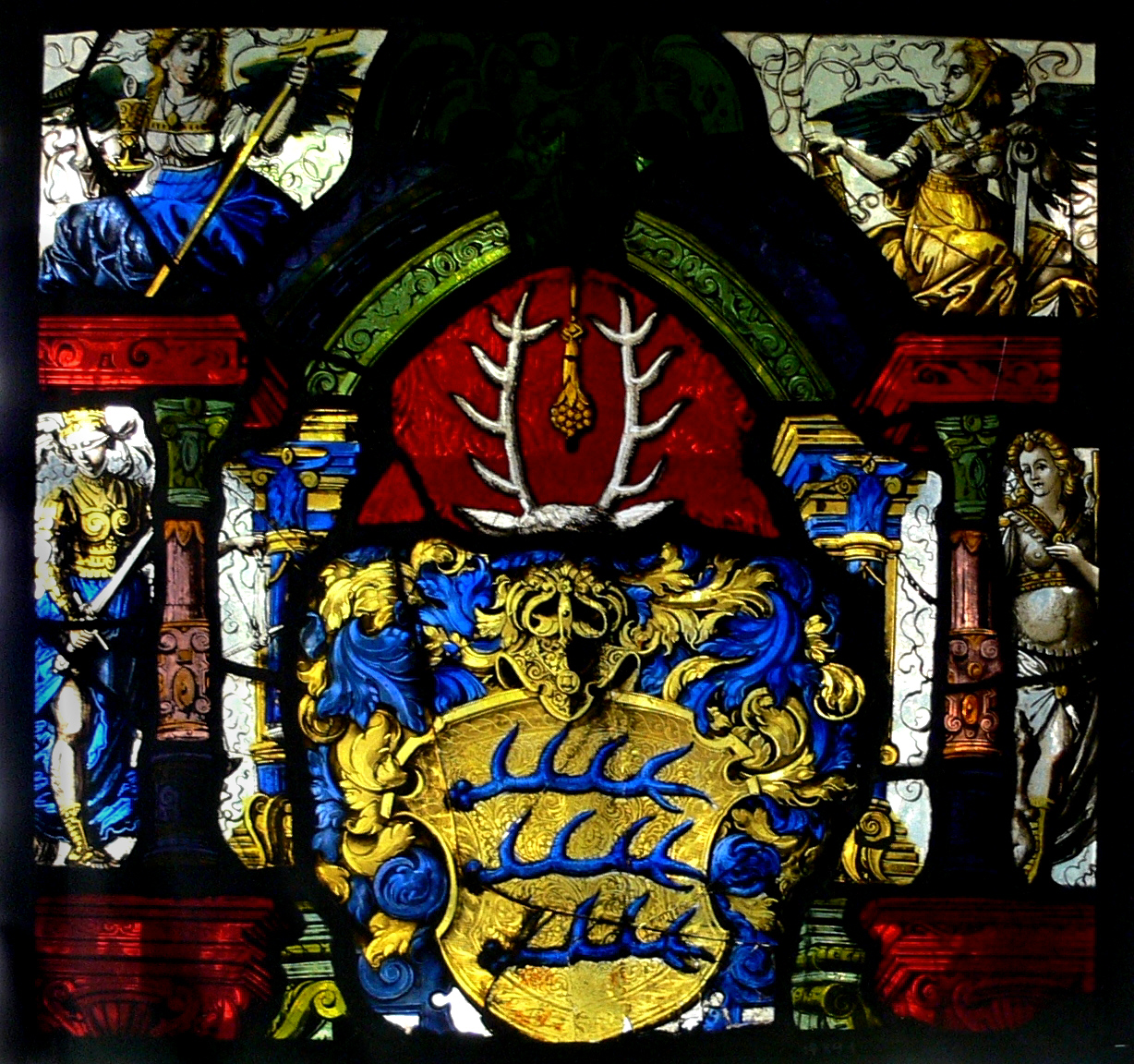
Nellenburger Wappenscheibe im Museum zu Allerheiligen

### Nellenburger Grafenfamilie
Der familiäre Bericht setzt ein mit den Eltern Eberhards, dem Graf Eppo als einem «hohen Grafen im Schwabenland» und seiner Frau Hedwig, Nichte des Kaisers Heinrich II. Bereits hier wird der Zwiespalt einer Ausrichtung von Lebensweise an «weltliche Ehre und Ruhm» oder «nach Gottes Willen» thematisiert. Dieser scheinbare Widerspruch wird dann zum Lobe Eberhards des VI. (im Stifterbuch «Graf Eberhard») harmonisiert, dessen christliche Tugenden früh zum Vorschein gekommen sein sollen. Dennoch wird er hervorgehoben als «an Adel und Reichtum» kaum vergleichbar: «Im ganzen Schwabenland war sein Name wohlbekannt, denn vor Kaisern und Königen wurde er sehr oft deshalb erwähnt.» (Versprolog). Dass die Klostergründung in Schaffhausen nicht nur eine göttliche Diensterweisung bedeutete, sondern auch in des Grafen Machtstreben und in wirtschaftlichen Interessen gründete, war im 11. Jahrhundert kaum zu reflektieren und auch in der Entstehungszeit der Handschriften im 15. Jahrhundert allenfalls in Ansätzen zu beschreiben.

## Klostergründung Allerheiligen
1049 stiftete Graf Eberhard im Schachwald, zwischen dem Ort Schaffhausen und dem Rhein, ein Benediktinerkloster.
Am 22. November 1049 weihte Papst Leo IX., ein Onkel des Stifters, «einen Altar zu Ehren der Auferstehung Christi, die sog. Urständs- oder Erhardskapelle». «und damit wohl auch den zukünftigen Bauplatz des Klosters. […] Bereits 1050 war das Kloster im Bau.»
«Als 1050 der Zürichgaugraf Eberhard ‚von Nellenburg‘ mit dem Bau des Klosters St. Salvator und Allerheiligen in Schaffhausen begann, nutzte er Baumaterial von einem Gelände, das der Bamberger Kirche gehörte. Als der hierzu zuständige Vogt bereinigte Bertold [von Zähringen] die Angelegenheit in einer Tauschaktion mit Eberhard.»
Hintergrund
Im 10. Jahrhundert – im zeitlichen Vorfeld der «Konsolidierung der staatlichen Ordnung um die Jahrtausendwende» – waren die gesellschaftlichen Strukturen und Einrichtungen in der Alemannia, dem neu geformten Herzogtum Schwaben, durch die Ungarneinfälle zwischen 917 und 954 weitgehend vernichtet: Ortschaften, Städte und Klöster waren geplündert und verbrannt, die Bevölkerung abgeschlachtet, sodass es nach dem Sieg Ottos des Grossen in der Schlacht auf dem Lechfeld 955 noch Jahrzehnte bis zu Erholung und Wiederaufbau dauerte.

„Die Konsolidierung der staatlichen Ordnung nach der Jahrtausendwende bewirkte, daß die Handelswege an Bedeutung gewannen. Schaffhausen lag im Schnittpunkt von zwei wichtigen Achsen, die hier auf ein Hindernis stießen: Auf der Nord-Süd-Achse mußte der Rhein zwischen Schaffhausen und Feuerthalen überquert werden; die Ost-West-Achse, der Wasserweg auf dem Rhein, machte oberhalb des Rheinfalls und der Stromschnellen einen Umschlagplatz notwendig, denn die Waren mußten umgeladen und bis unterhalb des Rheinfalls auf dem Landweg transportiert werden. Bei der Schifflände […] mußte ein Stapelplatz entstehen; daß sich in der Nähe ein Markt entwickelte war naheliegend.“

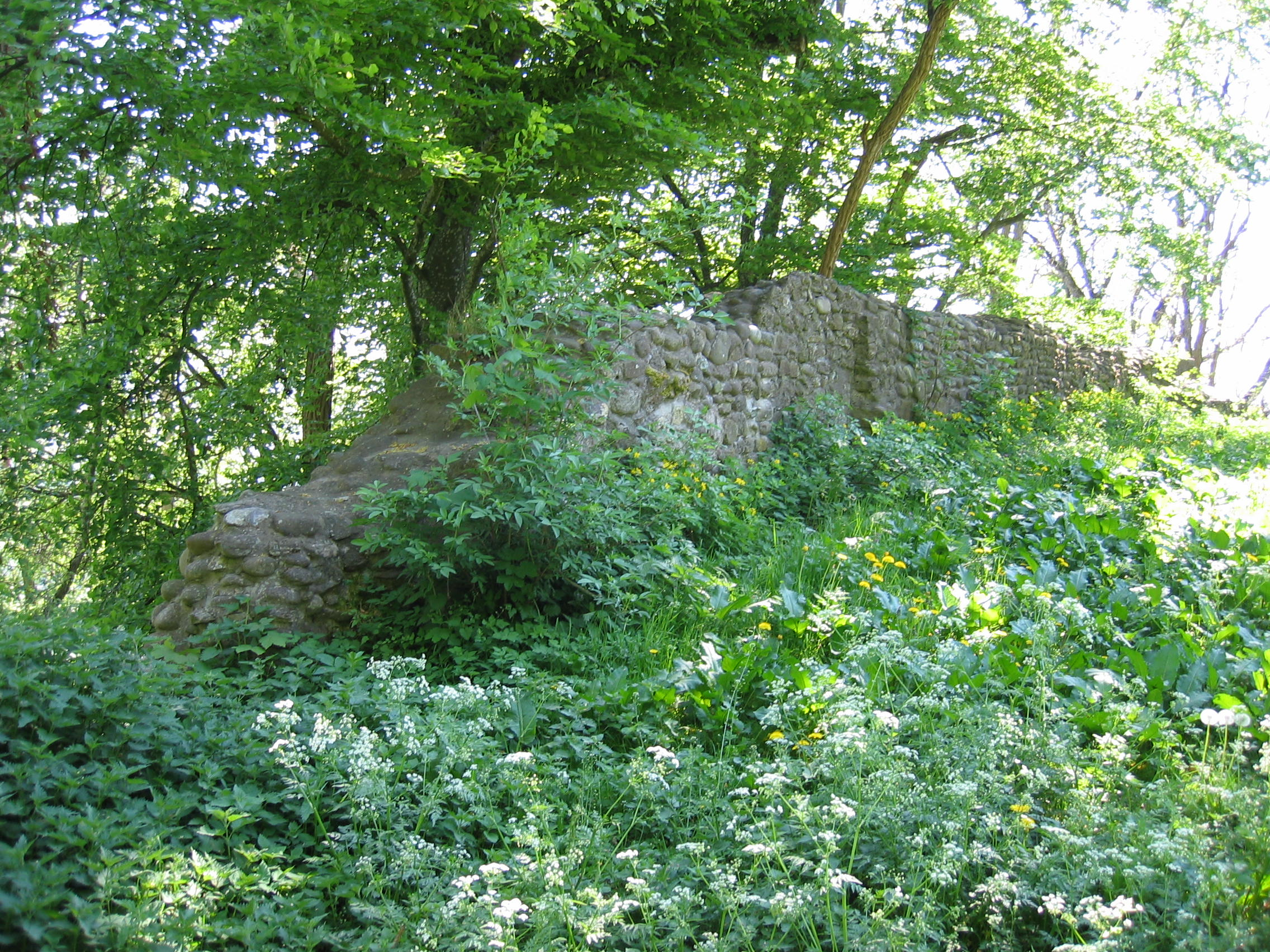
Nellenburg, Rest der talseitigen Frontmauer, vom Burghof aus

Eberhard als Günstling des Königs Heinrich III. hatte in Villa Scafhusin 1045 das Münzrecht erhalten und baute mittels des selbst prägbaren Kapitals seine neue Stammburg «vor 1050» als Zentrum seiner schon weit umliegenden Besitzungen und – nachdem das Kloster Reichenau sein Ansinnen auf Verbund abwies – gründete und finanzierte er sein eigenes Kloster Allerheiligen in persönlicher Anwesenheit von Papst Leo IX.

### Politökonomische Strategie
Zwar versucht das Stifterbuch die «naiv-volkstümliche Erzählweise der Legende [… mit] dem Anspruch der Frömmigkeit […] vermitteln zu wollen, vor der weltliche Probleme verblassen», doch die «realistische Schilderung» legte es auch nahe, «das Stifterbuch als historische Erzählung zu betrachten»:

„Die angedeuteten Hintergründe politischer Art sind […] recht komplex, es geht um Machtstellung und Dominanz des Nellenburger Geschlechts und des Klosters Allerheiligen. Dieser hohe Anspruch führte zwar zu einem raschen Aufblühen des Klosters, nicht aber zu dauerhafter Klosterkultur. [… Das Buch] stellt Stifter und Stiftung hinein ins Spannungsfeld von geistlichem und weltlichem Anspruch.“

Der schon unmittelbar nach Erbauung des Klosters 1050 rasch wachsende Einfluss Allerheiligens im nahen Umfeld wird von Helmut Maurer aus der Sicht des Klettgaus beschrieben: «Es bekam von seinen Gründern weitreichende Besitzungen und Rechte auch im nördlichen Klettgau zugewiesen; vor allem aber übertrugen ihm die Nellenburger das ausgedehnte Forstgebiet auf dem Randen und dem Laufenberg. Hierin lagen die Keime zu dem spätmittelalterlichen Stadtstaat Schaffhausen begründet, und damit indirekt auch schon die Elemente zu der bis heute dauernden Aufteilung des Klettgau in zwei staatsrechtlich getrennte Gebietsteile. Hallau, Guntmadingen, Neuhausen, Beringen, Dangstetten und Rheinheim wiesen im Klettgau den meisten Besitz Allerheiligens auf.» Der Einfluss der Zähringer mit der Vogtei über das Kloster St. Blasien und des von ihm abhängigen Frauenklosters Berau konnte damit noch nicht konkurrieren.

„Hinter der markanten Schwerpunktverlagerung des Interessengebiets der Nellenburger sind wirtschaftliche, kulturelle und territoriale Absichten zu erkennen: die wirtschaftliche Absicht, den Handelsweg Neckar – Schaffhausen – Zürich zu kontrollieren, wird ersichtlich daraus, daß Graf Eberhard, nachdem er 1045 das Münzrecht von Schaffhausen erhalten hatte, 1059 auch das von Kirchheim im Neckargau erwarb. Damit waren gute Voraussetzungen zur Kontrolle des Handels auf der Nord-Süd-Achse gegeben.“

Licht auf dazu vorgenommene Maßnahmen fällt im Südschwarzwald durch die lokale Überlieferung zur Gründung – wahrscheinlich war es der Ausbau einer schon länger bestehenden Siedlung – mit dem heutigen Namen «Grafenhausen»:

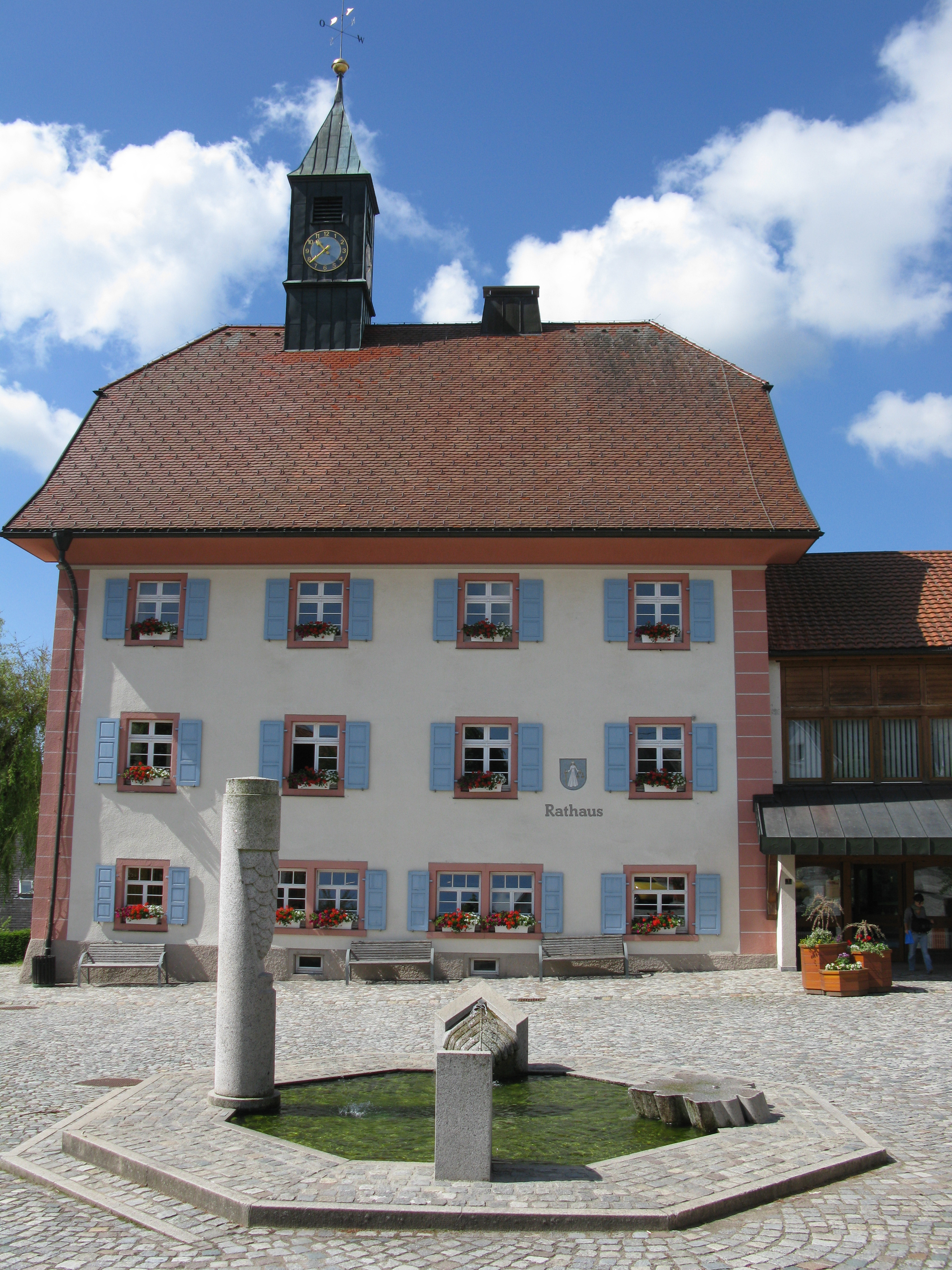
Das Rathaus in Grafenhausen, 2013

## Gründung von Grafenhausen
Nach einer Urkunde wurde die Siedlung Grafenhausen im Jahre 1078 von dem «Grafen von Nellenburg» gegründet. Dieser habe 1050 das Kloster Allerheiligen in Schaffhausen gestiftet und erbauen lassen und 1082 «erfolgte die Gründung des Benediktinerklosters in Grafenhausen, abhängig von Allerheiligen, als Vorposten gegen das bedeutende Kloster St. Blasien mit einer Außenstelle in Berau.» Da Eberhard «vermutlich 1078» starb und zuvor noch sechs Jahre im Kloster lebte, wird die Stadt- und auf jeden Fall die Klostergründung nicht mehr sein Werk, sondern seinem Sohn und Nachfolger Graf Burkhard zuzuschreiben sein. Planung und Vorbereitung zur Stadt- und Klostergründung können noch in der Hand Graf Eberhards gelegen haben. «Grafenhausen im südbadischen Schwarzwald wurde von Papst Urban II. 1095 als Besitztum von Allerheiligen bestätigt.»

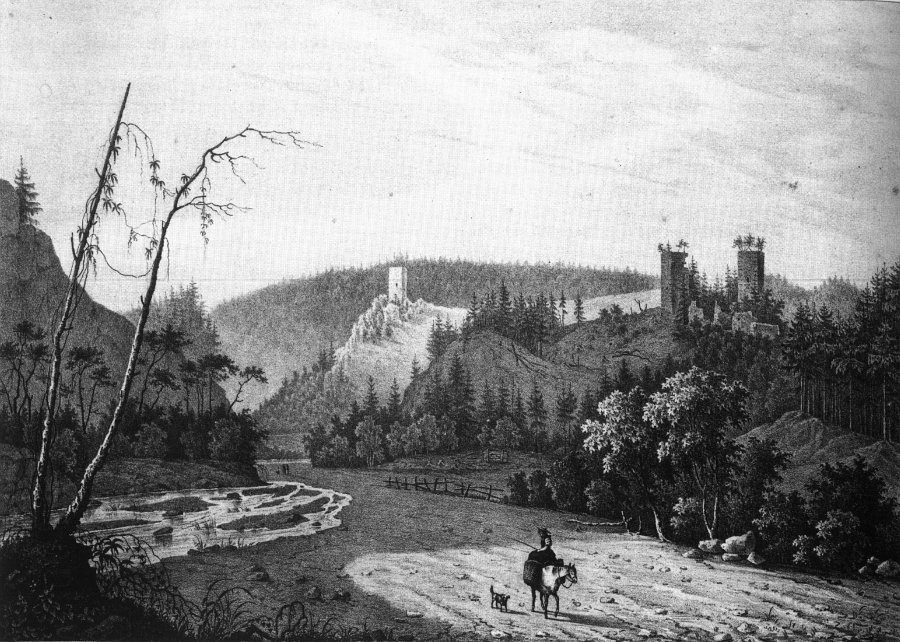
Roggenbacher Schlösser: Steinegg (links) und Roggenbach (rechts), 1829.

Die Gründung von Grafenhausen war eine Maßnahme der Nellenburger gegen die zunehmende Einflussnahme des Klosters St. Blasien unter der Herrschaft der Zähringer. Zwar waren St. Blasien und Allerheiligen beide Reformklöster und zählten wie auch der Graf zur päpstlichen Partei, doch ging das Kloster St. Blasien mit Rückendeckung der Zähringer ständig in die Offensive und hatte auch in der Nähe von Grafenhausen mit Neubesitz in Staufen Fuß gefasst.

„Das entscheidende Motiv dieser Siedlungspolitik mag weniger der dringende Bedarf an Neuland gewesen sein als der Umstand, daß man dem Kloster St. Blasien, das sich aus einer einfachen Zelle am Ufer der Alb im Laufe von zwei Jahrhunderten zu einem erheblichen Machtfaktor entwickelt hatte, nicht kampflos das Terrain überlassen wollte. Wegen der tief eingeschnittenen, ja schluchtartigen Täler von Steina, Schlücht, Mettma und Schwarza, die sich im Mittel- und Unterlauf als äußerst verkehrsfeinlich erwiesen, stieß man von Schaffhausen her in den Schwarzwald so weit nördlich vor, daß man die Flüsse im Oberlauf queren konnte, wo es unkomplizierter war. Zur Sicherung des Steina-Übergangs, von wo die Straße das Erlenbachtal hinaufführte entstand die Burg Roggenbach. Daraufhin erbauten die Zähringer als gegnerische Partei der Nellenburger nicht weit davon die Burg Steinegg.“

### Herrschaft Kirchheim
Zielort der Nellenburg’schen Handelsstraße war der Neckargau mit der Stadt Kirchheim, in der Eberhard 1059 wie in Schaffhausen schon 1045 das Münzrecht erhalten hatte.
Eberhard besaß dort von 1053 an die Verwaltung durch seine Vormundschaft noch unmündiger Grafensöhne. Nach dem Tod von «Graf Werner II. vom Neckargau» in der Schlacht bei Civitate (1053) bis etwa 1072 übernahm Eberhard VI. von Nellenburg, genannt der Selige, jeweils als Vormund von Graf Werner III. und Graf Werner IV. die Verwaltung des Neckargaus.
Verstärkt wurde die Sicherung des «Vorposten» in Grafenhausen zeitgemäß durch eine Klostergründung durch die Nellenburger Abtei Allerheiligen:

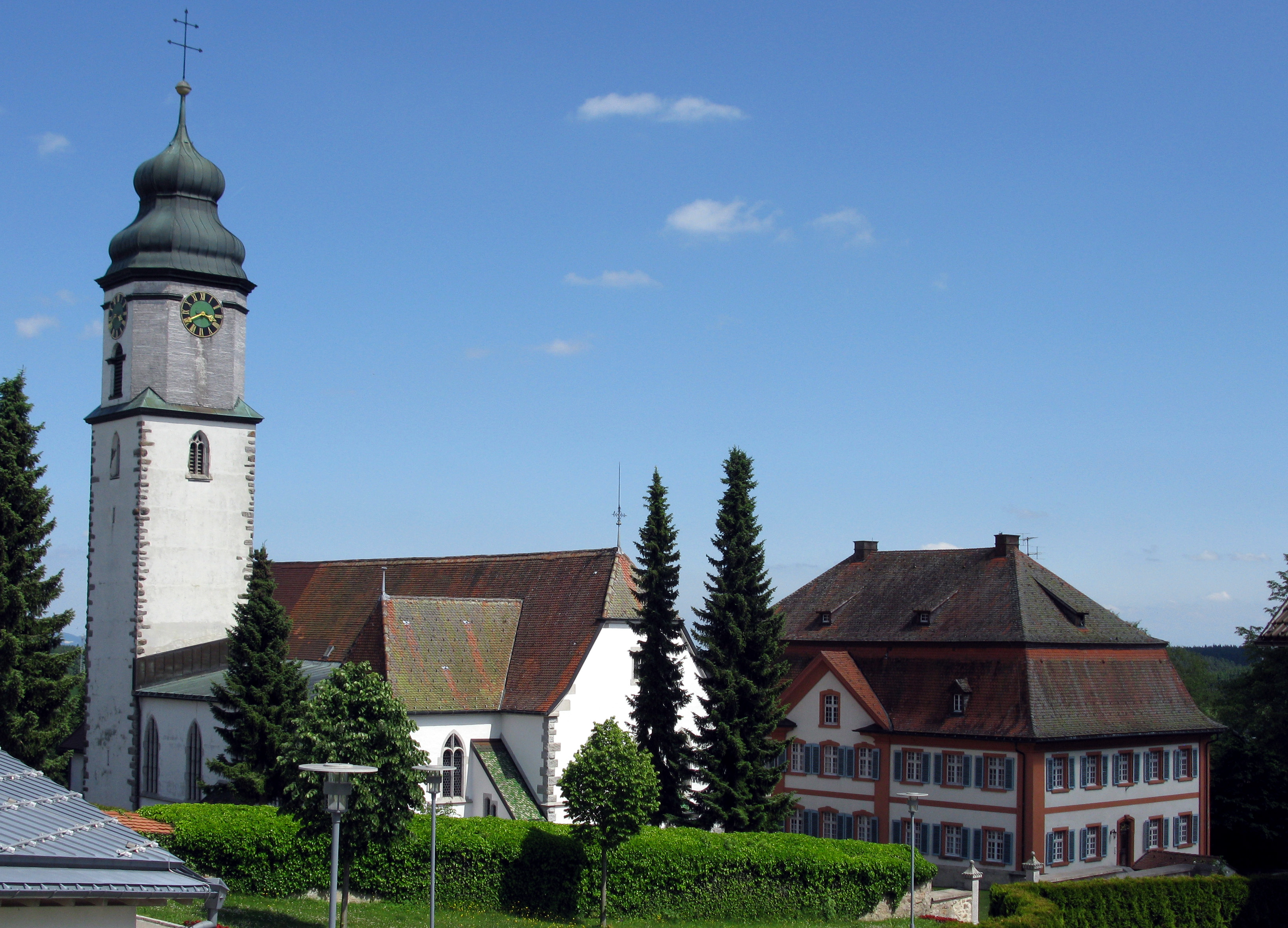
Kirche St. Fides mit heutigem Pfarrhaus

### Klostergründung St. Fides
Nach dem Stifterbuch, Kap. 42, S. 71: «stiftete Abt Siegfried zwei Nebenklöster, eines zu Ehren der Himmelskönigin Maria in Wagenhausen, das andere zu Ehren St. Fides in Grafenhausen.» Siegfried war 1082–1096 Abt in Allerheiligen. Die Gründung von St. Fides fand 1082 unter Graf Burkhard statt. «Die Zelle St. Fides zu Grafenhausen wird erstmals 1111 erwähnt.»
Hintergrund
Artur Riesterer bezeichnete «die Gründung des Benediktinerklosters in Grafenhausen, abhängig von Allerheiligen, als Vorposten gegen das bedeutende St. Blasien mit einer Außenstelle in Berau.»
Der Gegensatz, der in der Formulierung zum Ausdruck kommt, kann nicht im Zusammenhang mit dem damaligen Investiturstreit zwischen Kaiser und Papst stehen, denn beide Klöster waren Parteigänger der päpstlichen Seite, beide Benediktinerabteien, beide gregorianische Reformklöster. Grafenhausen war jedoch schon zuvor zum Schutze der Nord-Süd-Verbindung als ‚Wirtschaftsachse‘ gegen St. Blasien gegründet worden – die Klöster waren damals auch Wirtschaftszentren – und die Gründung von St. Fides bedeutet für Grafenhausen eine Verstärkung seiner Position als «Vorposten», die noch durch die päpstliche Bestätigung 1095 durch Urban II. stark an Wert gewann. St. Blasien war zu jener Zeit bereits offensiv in der Einverleibung von Territorien und steuerte den Gewinn von Bonndorf an. Diese Dynamik wurde nach 1125 durch den Vogtherr Ulrich I. von Kyburg-Dillingen als Bischof von Konstanz und Konrad I. von Zähringen als erster Schirmvogt – als der weltliche Arm St. Blasiens – weiter verstärkt: Dies hätte ein Übergreifen in der West-Ost-Richtung bedeutet und damit eine Blockierung der Nord-Süd-Verbindung ermöglicht. Obwohl Graf Burkhard von Nellenburg am 21. Januar 1101 als letzter seines Geschlechts starb und damit die Verbindung der Nellenburger mit Grafenhausen beendet war, blieb Grafenhausen weiterhin ‚im Weg‘. Diese Sperre hielt über Jahrhunderte und wurde 1285 durch die Besitzübertragung des Ortes Grafenhausen an das Kloster St. Fides noch durch das Stadtrecht vervollständigt. Grafenhausen wurde zu einem Zentrum der Region.

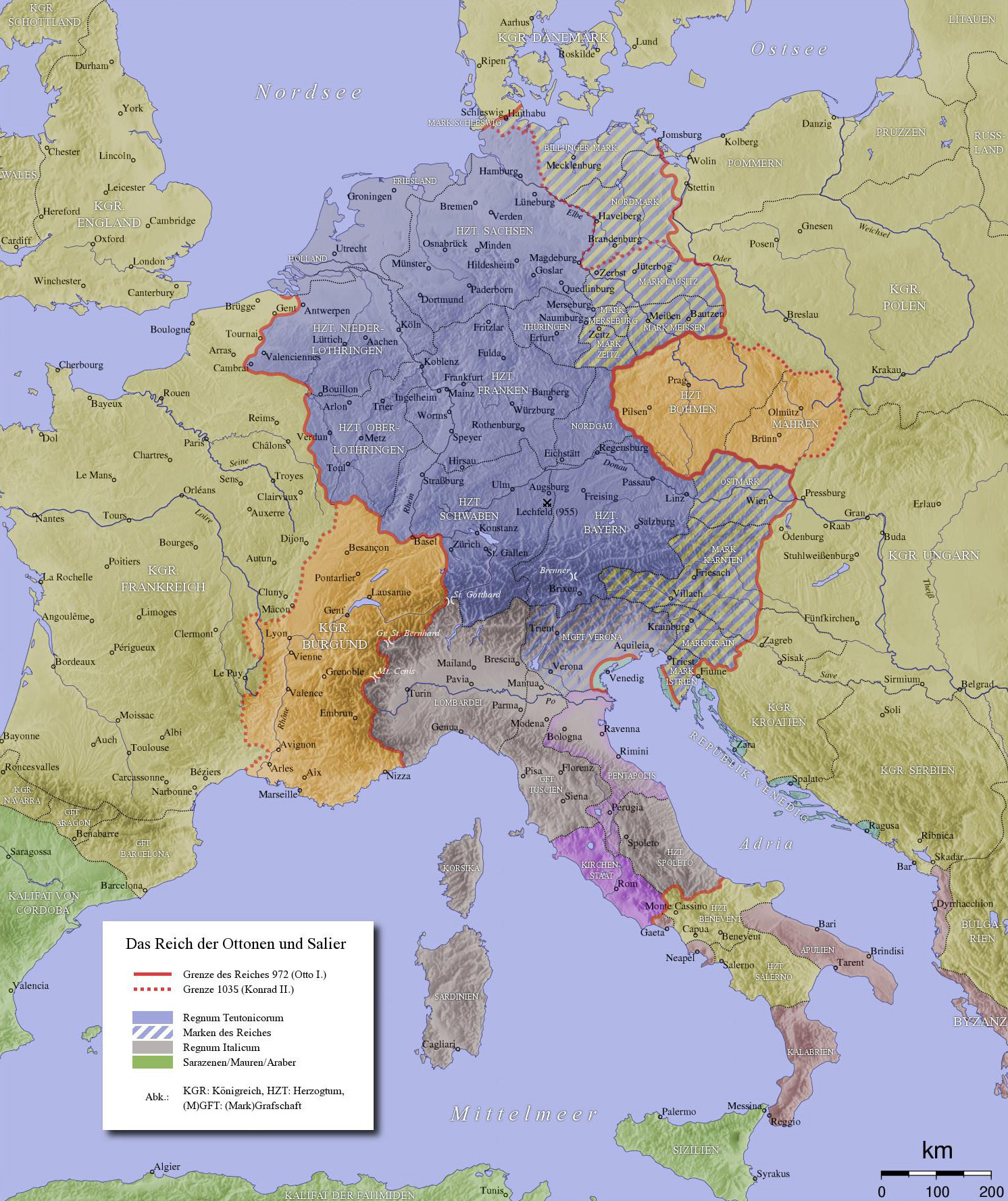
Die europäischen Mächte und Territorien im 11. Jahrhundert

### Blütezeit Allerheiligen
„Die rasche Entwicklung vom nellenburgischen Eigenkloster zu einem der führenden Reformklöster im Raume Bodensee – Schwarzwald […] muß vor dem Hintergrund der kulturellen, wirtschaftlichen und politischen Entwicklung gesehen werden. Noch im 11. Jahrhundert bildeten die Klöster durch die wissenschaftlich-theologische Arbeit der Mönche, den Aufbau von Bibliotheken und der Gründung von Schreibschulen Zentren des sich entwickelnden Bildungswesens. Mindestens bei Beurkundungen hatte der Klerus auch Beamtenfunktion auszuüben. [… In] diesen geistigen Zentren entwickelte sich auch ein hohes Maß an Geschmack und geistigem Adel, der uns in den mittelalterlichen Handschriften entgegentritt. […] Darüber hinaus waren die Klöster auch Zentren des Gewerbefleißes, durch die zentrale Verwaltung und Aufsicht über ein breiten Grundbesitz in verschiedenen Regionen konnten Synergien im landwirtschaftlichen Bereich genutzt werden.“

Die ökonomische Beschäftigung führte «zwangsläufig zu einer gewissen Verweltlichung» und daraufhin durch starke innere Fraktionen zu Reformbewegungen, in denen «eine deutliche Grenze gezogen war zwischen geistlicher und weltlicher Tätigkeit und Ausstrahlung, wobei der geistliche Anspruch dem weltlichen übergeordnet war.» Allerheiligen entschied sich für die Hirsauer Reform.
Zu Beginn der Umgestaltung durch die Reformen wurde das Kloster auch wirtschaftlich eigenständig, denn Graf Burkhard von Nellenburg berief «im Jahr 1079 den Abt Wilhelm von Hirsau zur Reform des Klosters und verzichtete auf die Eigenklosterrechte. Dadurch erlangte das Kloster eine eigene Rechtspersönlichkeit, die verstärkt wurden durch Schenkungen zur wirtschaftlichen Ausstattung.» In Eintracht «(wurde) zwischen 1080 und 1092 […] von Abt Siegfried und Graf Burkhard das nördlich der Stadt gelegene Nonnenkloster St. Agnes gestiftet, weitere Filialgründungen waren Sankt Fides zu Grafenhausen und das Klösterchen Wagenhausen.» Vor allem die von Burkhard abgetretenen «Hoheitsrechte über die Stadt Schaffhausen brachten dem Kloster ansehnliche Einkünfte.» Die Hoheitsrechte brachten Einkünfte aus «Münz-, Zoll-, Markt-, Fähr- und Stapelrecht. […] Verschiedene dieser Rechte gingen aber schon bald als Erblehen an angesehene Stadtbürger über.»
Doch trafen diese zunehmenden Machtverschiebungen, die auch ‚reichsweit‘ durch die Abtretungen der kleineren Adelsfamilien an die Klöster zugunsten temporärer Vorteile erfolgten, auf massive Widerstände des Hochadels und nicht zuletzt des Kaisers.

## Investiturstreit
Kaiser Heinrich der III. hatte durch eine Intervention 1046/47 in Rom zugunsten die Papsttums, das in der Stadt in fatale Abhängigkeiten geraten war, «die ordnende Macht des Kaisertums auch bei der Papstwahl durchgesetzt, zugleich aber Widerspruch hervorgerufen». Die geistige und auch weltliche Agonie der Kirche rief den «Reformgeist der Cluniazenser hervor», der im Klerus sowie in Teilen des Adels und auch in der Bevölkerung auf fruchtbaren Boden fiel und der sich bald auch gegen den Einfluss des Kaiser- bzw. Königtums richtete. Auch die Nellenburger Grafen Eberhard und sein Sohn Burkhard schlossen sich der von der Abtei Cluny hervorgerufenen Reform an und gerieten damit in den Gegensatz zum Kaisertum. Von Papst Gregor VII. (im Amt 1073–1085) wurde 1075 der «Anspruch auf das Primat des Papstes auch im weltlich-politische Bereich» («Dictatus papae») verkündet. Die Besetzung der Bistümer «war von politischer Bedeutung, da der König damit Geistliche seines Vertrauens als Kirchenfürsten mit weltlichem Macht- und Verantwortungsbereich einsetzen konnte. Diese Laieninvestitur wurde vom ‚Dictatus papae‘ verboten.» Der frühe Tod Heinrichs III. 1056 hatte dann zur Folge, dass sein Sohn im Kindesalter Nachfolger wurde «und seine Mutter, die Kaiserin Agnes, ein schwaches, kurzsichtiges Regiment (führte).» Auch der anfolgende Regentschaftsrat durch zwei Erzbischöfe schien den dann jugendlichen König Heinrich IV. nur «zum Spielball der Fürsten» zu machen. «In vielerlei Auseinandersetzungen hatte er sich zu behaupten; vor diesem Hintergrund ist auch der Kampf mit dem Papsttum zu sehen.»

„Daß Heinrich IV. 1077 in Canossa als Büßer vor den Papst trat, wurde damals nicht so sehr als Unterwerfung gewertet – auch andere deutsche Herrscher hatten öffentlich Buße getan –, von Gregor VII. aber als Zeichen seines Sieges betrachtet. Der Machtkampf zwischen Kaiser und Papst war damit allerdings nicht entschieden; der Investiturstreit endete erst mit der Einigung im Wormser Konkordat von 1122.“

### Kämpfe im Raum Bodensee–Schwarzwald
„Die Auseinandersetzungen zwischen kaiserlicher und päpstlicher Partei wirkten sich stark im Raum Bodensee-Schwarzwald aus, weil die Hirsauer Reformklöster deutlich auf gregorianischer […] Seite standen, das Kloster Hirsau der Hauptstützpunkt der gregorianischen Seite in Deutschland war. Auf kaiserlicher Seite standen im oberdeutschen Raum das Kloster St. Gallen mit Abt Ulrich an der Spitze.“

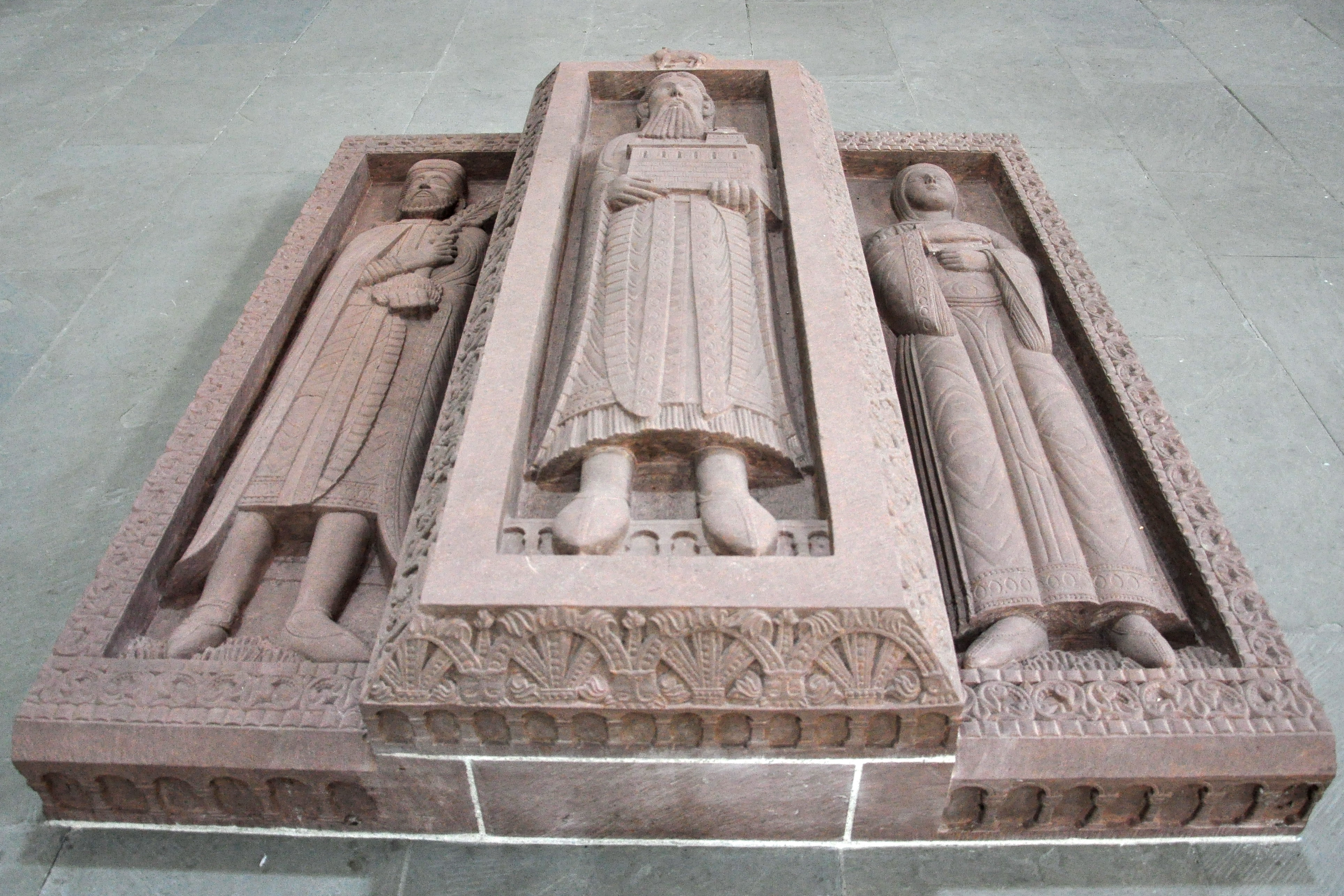
Grablege der Nellenburger: In der Mitte Graf Eberhard, rechts seine Gemahlin Ita, links Sohn Burkhard

Die Conversio von Graf Eberhard vom Kaiser zum Papst führte im Konflikt zu herben Verlusten, da dem Grafen von König Heinrich IV. die Güter im Elsaß und ein Lehen in Kreuznach entzogen wurden. «1078 ging seiner Familie auch die Grafschaft im Zürichgau verloren», Eberhard lebte in diesem Jahr bereits im Kloster und starb auch 1078. Seinem Sohn Burkhard (erstmals 1077 als Graf erwähnt) verblieb jedoch ausreichend Vermögen, um das Kloster Allerheiligen «durch seine Schenkungen […] auf neuer Basis» auszubauen.
Hintergrund
Doch schon bald wirkte sich im Heiligen Römischen Reich aus, dass König Heinrich IV. (1056–1106) sich gegen den 1077 gewählten Gegenkönig Herzog Rudolf von Schwaben (auch Rudolf von Rheinfelden) nach mehreren Schlachten durchsetzen konnte. Rudolf fiel in der letzten Schlacht 1080.
Nach mehreren erfolglosen Versuch gelang es Heinrich, 1084 Rom einzunehmen, den Reformpapst Gregor zu vertreiben, den Gegenpapst Clemens III. einzusetzen und sich von ihm zum Kaiser krönen zu lassen. Der Kaiser, der 1084 Rom eingenommen hatte, musste sich zwar vor den in Sizilien herrschenden Normannen, die der vertriebene Gregor zur Hilfe gerufen hatte, zurückziehen. Diese eroberten Rom 1085 auch zurück, plünderten und verwüsteten die Stadt jedoch so intensiv, dass Gregor fliehen musste und wenig später starb. Seine Ideen blieben jedoch lebendig und nachdem Mittelitalien seine Agonie überwunden hatte, kam mit Urban II. 1089 wieder eine starke Persönlichkeit auf den Papstthron. Doch im Reich konnte Heinrich die Verhältnisse noch weiter zu seinen Gunsten wenden.

### Reaktionen im süddeutschen Raum
1084 wurde der sich im Gefolge von Abt Wilhelm von Hirsau befindliche papsttreue Gebhard von Zähringen – ein Mönch aus Hirsau – als Gebhard III. zum Bischof von Konstanz gewählt. Darauf folgten kriegerische Auseinandersetzungen des Konstanzer und des Reichenauer Abts gegen das Kloster St. Gallen: Noch 1084 überfiel Graf Burkhard das Kloster St. Gallen und schädigte es schwer.

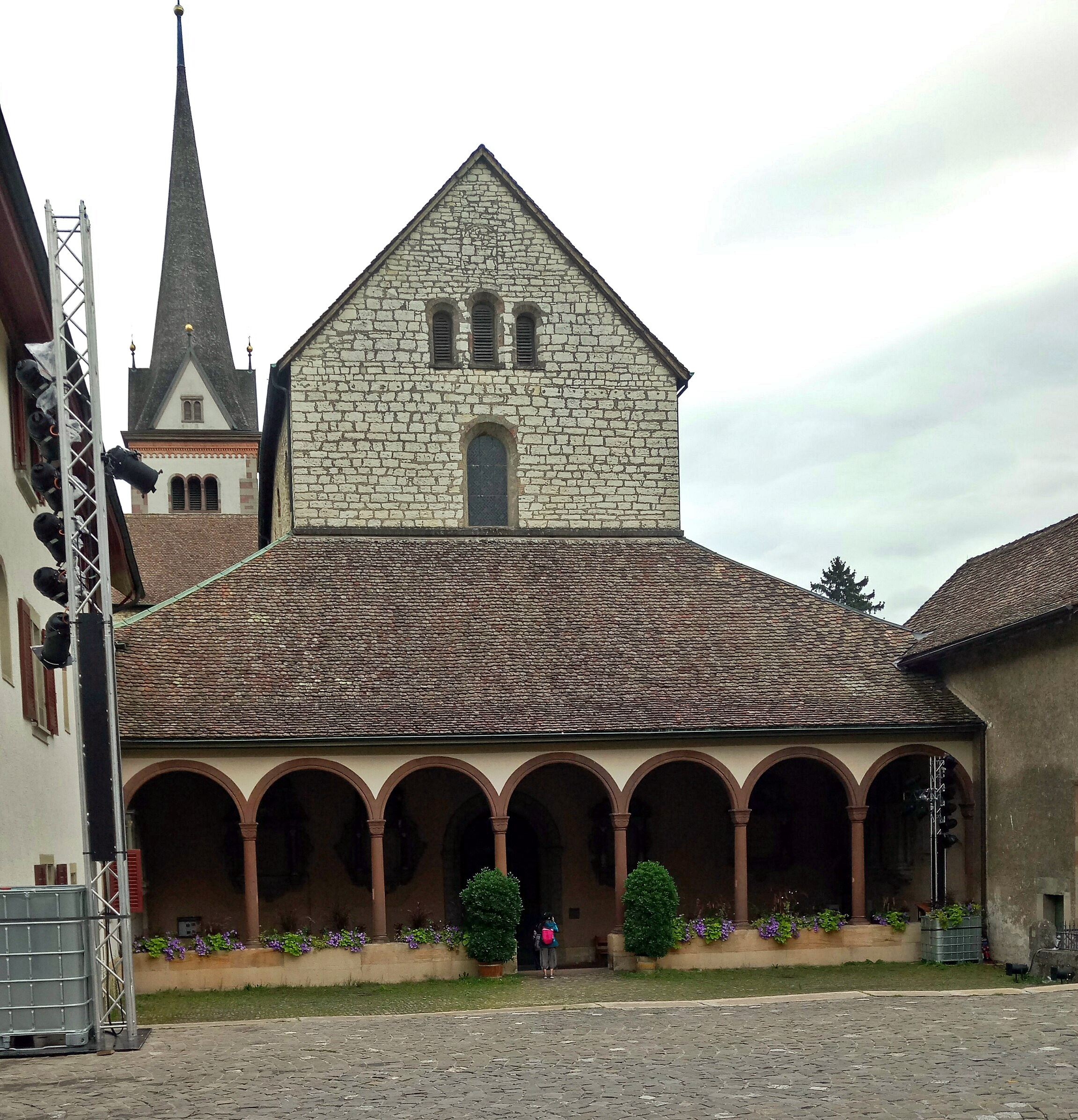
Münster im Kloster, Bauzeit Ende 11. Jahrhundert

Noch «kurz nach 1083» war in Schaffhausen «der Bau einer fünfschiffigen Basilika in Angriff genommen», das Projekt stagnierte jedoch infolge der Depression nach der Verwüstung Roms und dem Tod Papst Gregors 1085 und wurde um 1092 auf eine dreischiffige Kirche, reduziert. In Deutschland dominierte wieder die kaiserliche Partei und in diese Zeit fiel auch die Reaktion auf die kriegerischen Handlungen Graf Burkhardts – er verlor durch den Kaiser seine eigentliche Machtbasis, die Grafschaft Nellenburg. «Wie weit sein Besitz geschmälert wurde, ist unklar, rechtzeitig hat er offensichtlich noch wesentliche Teile davon dem Kloster übermacht und führte fortan, wie das Stifterbuch [Kap. 45] berichtet, ein gar demütiges, einfaches Leben.» Er starb 1101.
Nun wurde Heinrich auch gegen die abtrünnigen Klöster aktiv: So setzte er St. Gallens Anführer, den Mönch «Arnold von Heiligenberg», 1092 «als Gegenbischof von Konstanz ein». Diesem gelang es 1102, den Zähringer Gebhard aus Konstanz zu vertreiben. Im Zusammenhang dieses kaiserlichen Eingreifens «verlor die päpstliche Partei in Süddeutschland an Boden. Für das Kloster Allerheiligen spitzte sich die Lage derart bedrohlich zu, daß Abt Siegfried 1093 […] ein Kloster östlich von Limoges erwarb, um notfalls mit seinen Mönchen dahin auszuwandern.»
Hintergrund

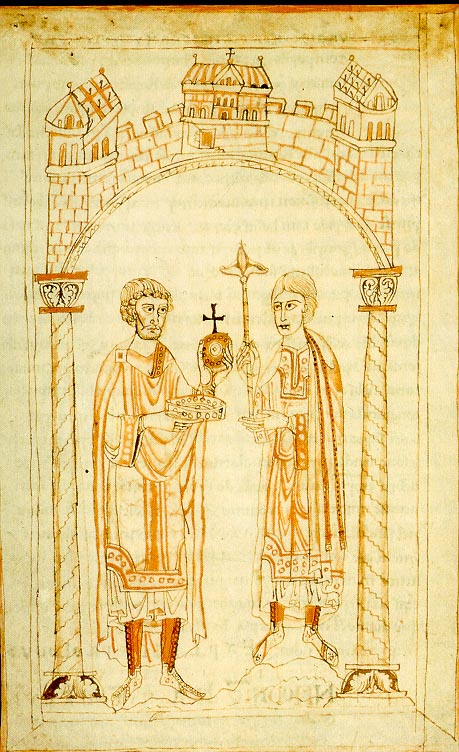
Heinrich IV. übergibt seinem Sohn Heinrich V. die kaiserlichen Insignien

Inzwischen erlitt Heinrich IV, der 1087 seinen Sohn Konrad zum Mitkönig gekrönt, bei einem erneuten Zug nach Rom gegen die norditalienischen Städte 1092 eine Niederlage, die sich verheerend auswirkte, da sich sein Sohn im Folgejahr mit dem Papsttum verbündete. Konrad ließ sich auch von der päpstlichen Partei krönen, doch konnte er sich weder in Italien noch in Deutschland durchsetzen. Urban II. organisierte mittlerweile den Ersten Kreuzzug, Heinrich regelte 1096 einen Ausgleich mit dem alten bairischen Rivalen Welf IV. Seinen Sohn Konrad enterbte er 1099 und setzte den jüngeren Sohn Heinrich zum Mitkönig ein. Urban II. starb im selben Jahr zwei Wochen nach der Rückeroberung Jerusalems durch das Kreuzfahrerheer. Der nächste Papst Paschalis II. griff nun wieder in die Auseinandersetzungen um die Investitur ein und bannte Kaiser Heinrich, da er sich den Reformen nicht gebeugt hatte. Selbst eine Wallfahrt Heinrichs nach Jerusalem änderte nichts. Zum Unglück wuchs sich aus, dass sein Sohn Heinrich sich dem Papsttum zuwandte, ihn 1105 festnehmen ließ und zur Abdankung zwang. Heinrich konnte fliehen, doch starb der Kaiser im August 1106 unerwartet in Lüttich. 1105 konnte nun auch Gebhard nach einem Ausgleich wieder als Bischof von Konstanz zurückkehren.
Doch schon bald darauf wechselte der junge König Heinrich V. wieder die Seiten und setzte zunächst die Politik seines Vaters fort: er nahm Papst Paschalis II. gefangen und erzwang die Anerkennung der Laieninvestitur und seine Krönung. Zwar wurden die Zugeständnisse im Folgejahr auf einem Römischen Konzil wieder annulliert, doch war die Auseinandersetzung wieder eröffnet. Erst 1122 lenkte Heinrich im Streit mit dem Papst endgültig ein.

## Allerheiligen: Stillstand und Niedergang
Die Lösung, die Burkhardt für sich persönlich realisierte – Abkehr von der Welt und geistige Klausur – führte für das Kloster zu unlösbaren Widersprüchen: Die Dominanz der Wertvorstellungen des Geistigen nach der benediktinischen Regel, sollte durch materielle Autonomie nach außen gesichert werden. Wenn die materielle Unterstützung durch den Adel nachließ oder zu gering war, blieb nur die Verweltlichung der klösterlichen Organisation durch Gewerbe und ertragreiche Verwaltung des Grundbesitzes. «Mindestens bei Beurkundungen hatte der Klerus auch Beamtenfunktion auszuüben. Mit dem wachsenden Bildungsgrad der Stadtbürger wurde seine Bedeutung zurückgedrängt.» Doch vor allem gewann das ungebrochen wirtschaftlich tätige Bürgertum ab Mitte des 12. Jahrhunderts zunehmend die Oberhand und dies «war letztlich der wirtschaftlichen und politischen Entwicklung des Klosters abträglich.»
Der Abt Siegfried (1082–1096) verkörperte noch die «lebenskräftige Klostergemeinschaft» und «wirtschaftliche Kraft des Klosters», die Entwicklung der «Filialen Grafenhausen, Sankt Agnes und Wagenhausen» und er sah auch, dass aufgrund der ungünstiger werdenden Gesamtlage die «großzügige Erweiterung von Kirche und Kloster […] zurückgestellt und redimensioniert werden (mußte).» Das Münster wurde erst 1103 geweiht. Siegfried war es auch, der 1093 vorsichtshalber das Exilklösterchen in Südfrankreich kaufte.
Der nachfolgende Abt Gerhard (1096–1098) scheiterte schon bald am Konflikt «mit dem Konvent, in dem eine reformfeindliche Partei mehr Gewicht erhalten hatte.» Er bat Papst Urban II. um Entlassung, trat ins Kreuzfahrerheer ein, wurde «Wächter des Heiligen Grabes [… und] zählte zu den Großen des Königreichs Jerusalem.»
Danach verließen viele Mönche das Kloster und erst der Adlige Adalbert von Messingen (1099–1131), der als Abt «den Klosterbesitz erheblich vergrößerte» zeigte sich auch neuen politischen Verhältnissen gewachsen. 1102 begannen die Auseinandersetzungen mit den Zähringern, vermutlich weil deren Herzog Bertold II. nach dem Tod Graf Burkhardts von Nellenburg dessen Güter bei Kirchheim und Nabern beanspruchte. Dazu gehörte auch die Burg Teck.

In der Historie gelten Klettgau und Albgau um 1200 als Herrschaftsgebiet der Zähringer (grün)

Auch Herzog Konrad – damals noch als Bruder des mittlerweile regierenden Herzogs Bertold III. – versuchte den zähringischen Einfluss nach Osten beidseitig des Rheins auszudehnen:

„Im Februar 1120 führte Konrad einen militärischen Angriff auf Schaffhausen und das dortige Kloster Allerheiligen durch, offenbar um alte Ansprüche, auf die sein Vater 1102 verzichtet hatte, erneut geltend zu machen. Dieser Versuch, den zähringischen Machtbereich am Hochrhein zu erweitern, scheiterte.“

Zwar fielen Stadt und Kloster in die Hand Konrads, doch stellten sich hier Papst Calixt II. und Kaiser Heinrich V. zusammen hinter das Kloster und «der Zähringer (mußte) seine Eroberung wieder aufgeben.» In dieser Gemeinsamkeit von Papst und Kaiser zeichnete sich auch schon das endgültige Ende des Investiturstreits ab, der 1122 mit dem Wormser Konkordat abgeschlossen wurde.

## Schluss des Stifterbuches
«Im Stifterbuch wird vom raschen Aufschwung des Schaffhauser Klosters […] nicht aber von der folgenden Zeit des Verlusts an religiösem und politischen Einfluß und vom wirtschaftlichen Niedergang (berichtet).» Der Autor Heinz Gallmann führt diese Entwicklung nicht nur auf äußere Zeitumstände zurück – «einer politisch und wirtschaftlich längerfristig erfolgreichen Rolle des Klosters stand der Grundsatz der Weltverachtung entgegen.» Es entwickelte keine eigenständige kulturelle Leistung.

„Der Zugang zur sich im 12. Jahrhundert entwickelnden kulturelle Blütezeit des Mittelalters blieb durch die Hirsauer Reform verschlossen. […] Auch die Stifter, Graf Eberhard von Nellenburg und sein Sohn Burkhard (waren) stark von dieser christlichen Entsagung geprägt und wenig berührt von der kulturellen Entfaltung des Adels. […] Nach der Verschlechterung der wirtschaftlichen Situation versuchte man den Grundbesitz zu konzentrieren, hauptsächlich durch Tausch, später durch Kauf und Verkauf.“

Im 12. Jahrhundert geriet das Kloster in eine gewisse Abhängigkeit von der Stadt, die sich im 13. Jahrhundert verstärkte. «Die wachsende Abhängigkeit von der Stadt zeigt sich darin, daß im 13. Jahrhundert bei Rechtshandlungen, die das Kloster betreffen, immer auch Stadtbürger als Zeugen auftraten und neben dem Abtssiegel das Stadtsiegel hängt.» Das Kloster spielte keine selbstständige politische Rolle mehr, auch als religiöses Zentrum verlor es an Bedeutung.
Der Text des Stifterbuchs endet mit der Wiedereinsetzung des Abts Gebhard als Bischof von Konstanz (Kap. 54) [1105], und dem Tod der Gräfin Ita (Kap. 55) [im Februar, «wahrscheinlich nach 1105»].
Der Schreiber vermerkt zum Abschluss: «vollendet am Donnerstag vor der alten Fasnacht im Jahr 1467. Jo[hannes] T[rechsel]. – Deo gratias.» («Dank sei Gott»).